# D-Man-alfa-(1-3)-D-Glc-beta-(1-4)-D-Glc-alfa-1-difosfoundekaprenol 2-beta-glukuroniltransferaza
D-Man-alfa-(1->3)--beta-(1->4)--alfa-1-difosfoundekaprenol 2-beta-glukuroniltransferaza (EC 2.4.1.264, GumK) je enzim sa sistematskim imenom UDP-glukuronat:D-Man-alfa-(1->3)--beta-(1->4)--alfa-1-difosfo-ditrans,oktacis-undekaprenol beta-1,2-glukuroniltransferaza. Ovaj enzim katalizuje sledeću hemijsku reakciju
UDP-glukuronat + -1-difosfo-ditrans,oktacis-undekaprenol {\displaystyle \rightleftharpoons } UDP + -1-difosfo-ditrans,oktacis-undekaprenol
Ovaj enzim učestvuje u biosintezi eksopolisaharida ksantana (kod bakterije Xanthomonas campestris) i acetana (kod bakterije Glukonacetobacter xylinus).

## Literatura
- Nicholas C. Price; Lewis Stevens (1999). Fundamentals of Enzymology: The Cell and Molecular Biology of Catalytic Proteins (Third изд.). USA: Oxford University Press. ISBN 019850229X.
- Eric J. Toone (2006). Advances in Enzymology and Related Areas of Molecular Biology, Protein Evolution (Volume 75 изд.). Wiley-Interscience. ISBN 0471205036.
- Branden C; Tooze J. Introduction to Protein Structure. New York, NY: Garland Publishing. ISBN 0-8153-2305-0.
- Irwin H. Segel. Enzyme Kinetics: Behavior and Analysis of Rapid Equilibrium and Steady-State Enzyme Systems (Book 44 изд.). Wiley Classics Library. ISBN 0471303097.

## Spoljašnje veze
- D-Man-alpha-(1->3)-D-Glc-beta-(1->4)-D-Glc-alpha-1-diphosphoundecaprenol+2-beta-glucuronyltransferase на 